# Harburg (stadsdeel)
Harburg is een stadsdeel in het zuiden van de Duitse stad Hamburg en is het centrum van het district Harburg. Het aan de Elbe gelegen stadsdeel is de kern van de voormalige stad Harburg, ook bekend als Harburg an der Elbe, en de latere grootstad Harburg-Wilhelmsburg.
Harburg heeft een eigen binnenhaven aan de Elbe en met station Hamburg-Harburg een intercitystation binnen de stadsgrenzen. 

## Geschiedenis
Het dorpje rond het Harburger Schloss kreeg in 1288 het recht een vrije gemeente te zijn en in 1297 verkreeg het stadsrechten. De stad behoorde eerst tot het Hertogdom Brunswijk-Lüneburg en later tot het Koninkrijk Hannover. Vanaf 1829 kwam er een regelmatige stoomschip-verbinding met het naburige Hamburg. De haven van Harburg groeide en werd belangrijk voor Hannover. Vanaf 1866 viel Harburg onder Pruisisch bewind. In 1888 werd de stad uitgebreid met de naburige dorpen Wilstorf en Heimfeld. Later volgden ook nog delen van Neuland in 1893, Lauenbruch in 1906 en Eißendorf in 1910. In 1890 werd een nieuw stadhuis gebouwd, in 1894 een theater en in 1897 een station waardoor de stad meer uitstraling kreeg. In 1899 kwam er een brug over de Elbe waardoor de stad nu rechtstreeks verbonden was met Hamburg. Vanaf 1902 reed er over die brug ook een tram naar Hamburg. Het dorp Lauenbruch, dat inmiddels een deel was van de stad werd afgebroken en maakte plaats voor een groot zeehavenbekken.
De stad Hamburg wilde uitbreiden in de jaren 1920 en de grote steden Altona en Wandsbek stonden hier ook positief tegenover, maar de Pruisische overheid wilde liever geen gebied afstaan aan de vrije hanzestad en versterkte de steden met omliggende dorpen om deze groter te maken. Harburg fuseerde met de stad Wilhelmsburg en werd zo de grootstad Harburg-Wilhelmsburg in 1927. Tien jaar later kreeg Hamburg alsnog zijn zin en via de Groot-Hamburgwet werd Harburg-Wilhelmsburg nu overgeheveld naar de vrije hanzestad en een jaar later verloor ze helemaal haar zelfstandigheid en werden ze een stadsdeel van Hamburg.
Tijdens de Kristallnacht werd de synagoge van Harburg verwoest. Tijdens de Tweede Wereldoorlog bleef de binnenstad tot het einde van 1944 nagenoeg ongeschonden. Het industrie- en havengebied werden echter wel zwaar getroffen door bombardementen. Aan het einde van de oorlog werd ook de binnenstad niet gespaard en later modern heropgebouwd.

## Onderwijs

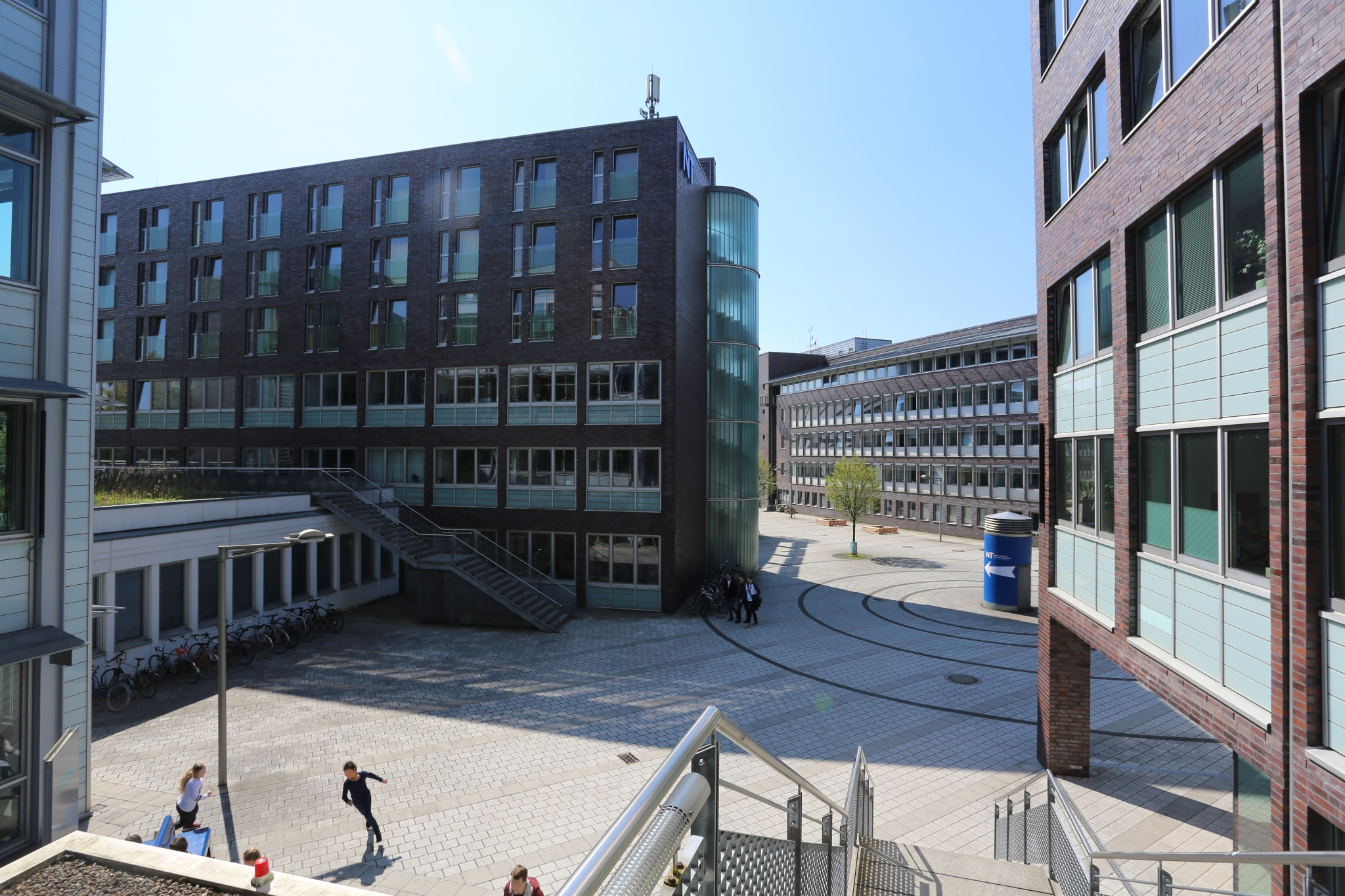
Campus van de TUHH

Te Harburg staat de Technische Universität Hamburg of TUHH.

## Bezienswaardigheden

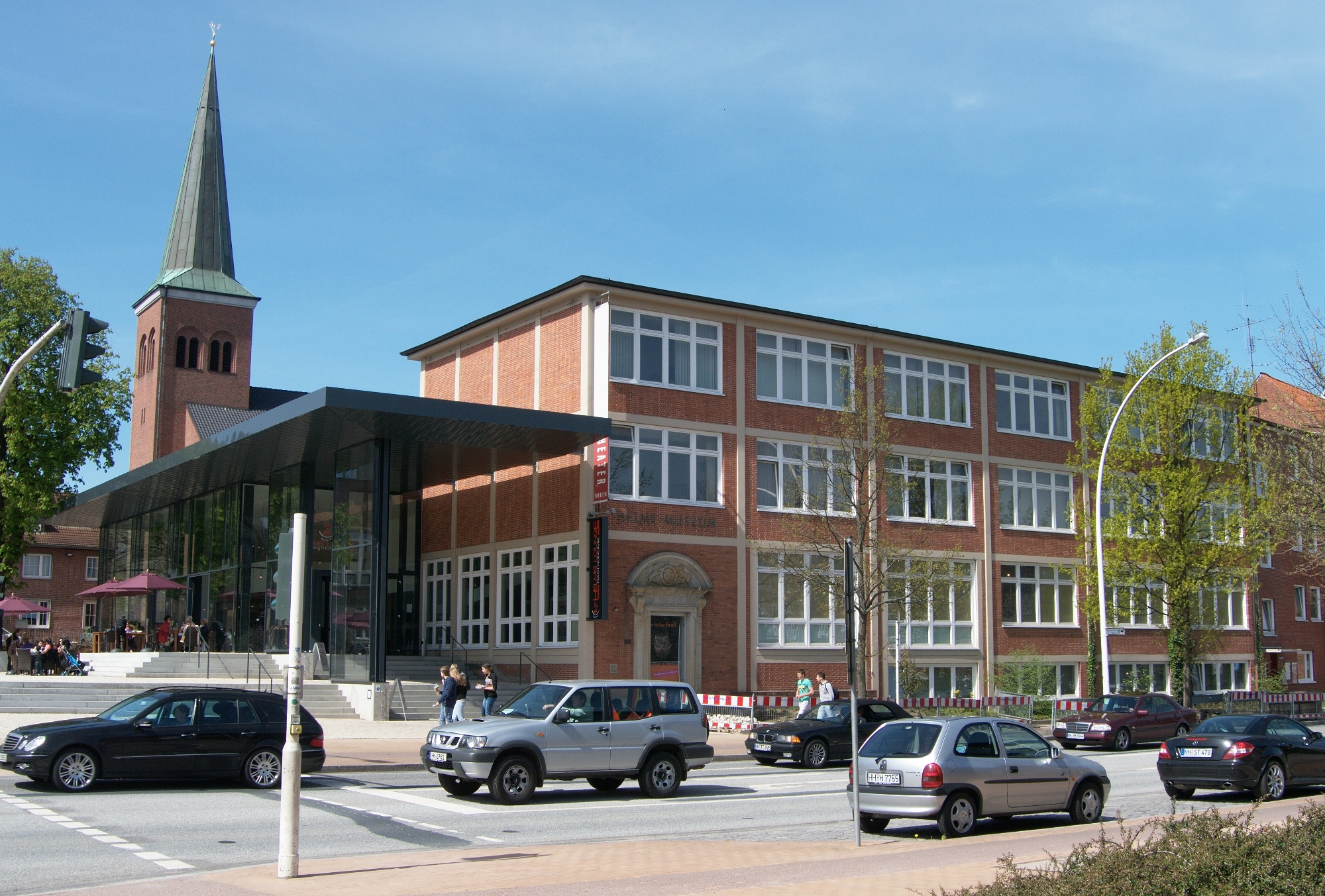
Archeologisch Museum
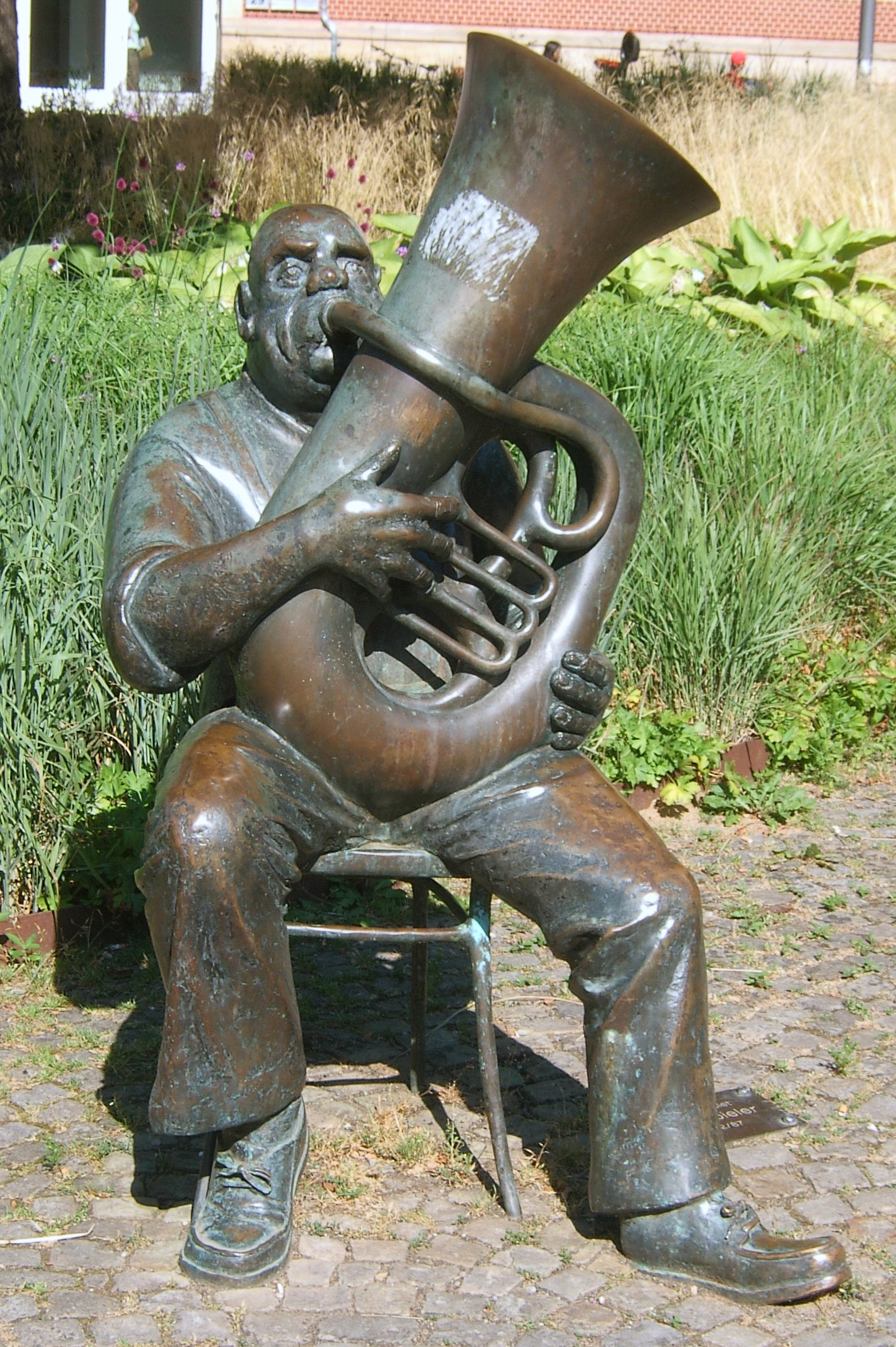
Sculptuur Tubaspeler, 1982, door de Deense beeldhouwer Arne Ranslet
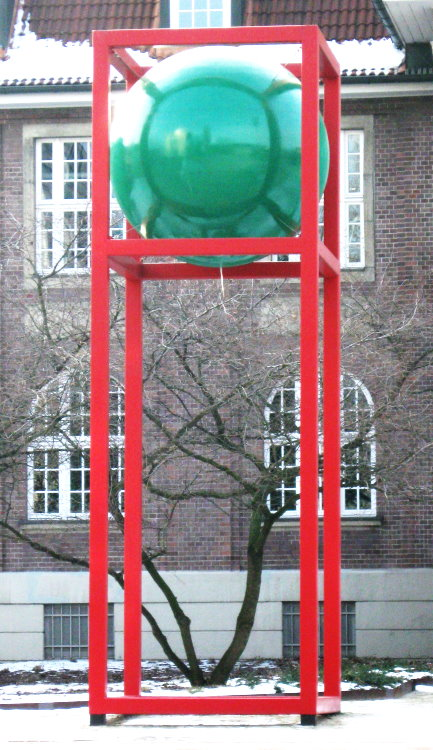
Sculptuur Kugel im Kubus (2011, HD Schrader)

Te Harburg staat het belangrijke Archeologische Museum van Hamburg (website: ). Tot 2009 droeg deze instelling de naam Helms-Museum.
In de voormalige, in 2004 door Continental AG overgenomen rubberwarenfabriek van Phoenix is een belangrijk particulier museum voor hedendaagse kunst gevestigd, de Sammlung Falckenberg.
Harburg is in de regio befaamd om de vele beeldhouwwerken in de openbare ruimte.